# صدری، هند
صدری (به انگلیسی: Sadri) یک منطقهٔ مسکونی در هند است که در بخش پالی واقع شده‌است. صدری ۲۷٬۳۹۴ نفر جمعیت دارد و ۵۰۲ متر بالاتر از سطح دریا واقع شده‌است.